# Attaque du pont de Crimée (2022)
Pour les articles homonymes, voir Attaque du pont de Crimée.
Une attaque contre le pont de Crimée a lieu plus de sept mois après le début de l'invasion de l'Ukraine par la Russie, le 8 octobre 2022, lorsqu'une explosion se produit sur le pont de Crimée dont une partie s'effondre. Les médias d’État russes déclarent dans un premier temps qu'un camion de carburant a pris feu et explosé et que trois personnes ont été tuées,.
Par la suite, les agences de presse russes indiquent, par l'intermédiaire du Comité national antiterroriste russe : « Aujourd'hui à 6 h 7 (3 h 7 GMT) sur la partie routière du pont de Crimée [...] a eu lieu l'explosion d'un camion piégé, qui a entrainé l'incendie de sept citernes ferroviaires qui allaient vers la Crimée »,.

## Contexte
Le pont de Crimée a été construit sous l'occupation russe, de 2016 à 2019, sur le détroit de Kertch, qui relie la mer Noire à la mer d'Azov. Reliant la péninsule de Crimée, en Ukraine, et le kraï de Krasnodar, en Russie, il vise à relier la Crimée annexée par la Russie au continent, et matérialise les prétentions du Kremlin sur la région.
Après le début de l'invasion russe de l'Ukraine en février 2022, l'ouvrage est l'un des objets les plus protégés. Selon Guillaume Ancel, ce pont remplit un triple rôle : symbolique en marquant une continuité territoriale entre la Russie et la Crimée pour entériner son annexion, une porte de sortie pour les habitants de la Crimée souhaitant rejoindre la Russie, et une voie logistique cruciale pour approvisionner les troupes russes dans le sud-est de l'Ukraine. Sa destruction entraînerait des problèmes d’approvisionnement des troupes russes dans la Crimée occupée, ainsi que dans les régions de Kherson et de Zaporijjia.
Le général de division des forces armées ukrainiennes Dmytro Marchenko déclare que le pont deviendrait la « cible numéro un » dès que l'Ukraine disposerait d’armes pour l'attaquer. De hauts responsables ukrainiens affirment précédemment que le pont sera une cible légitime pour une frappe de missile.
Le 17 août 2022, le conseiller de la présidence ukrainienne Mykhaïlo Podoliak place le pont comme étant un objectif militaire légitime et ajoute que « ce pont est une structure illégale et l'Ukraine n'a pas donné sa permission pour sa construction. Il porte préjudice à l'écologie de la péninsule et doit donc être démantelé. Peu importe comment : volontairement ou non ». Il ajoute que le début de la « démilitarisation en action » de la Crimée a débuté (faisant état des explosions de Novofedorivka, à l'explosion d'un dépôt de munitions russe près de Djankoï…), en utilisant la même terminologie que le gouvernement russe pour justifier l'invasion de l'Ukraine déclenchée le 24 février.

## Attaque
À 6 h 7 (3 h 7 temps universel), une explosion retentit sur le pont.

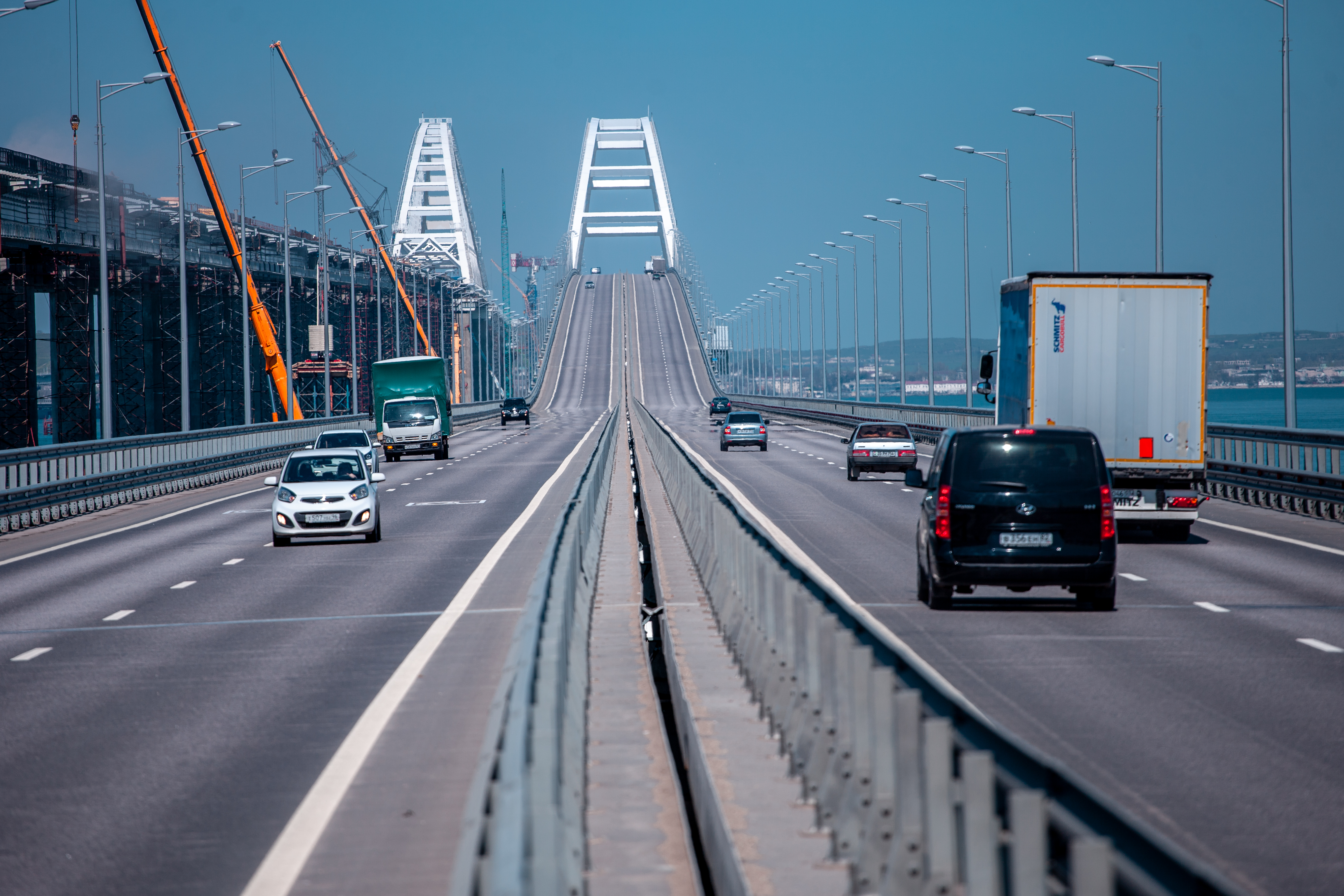
L'explosion a eu approximativement lieu à cet endroit du pont.

Selon le Comité national antiterroriste russe, l'origine de l'explosion serait un camion piégé roulant sur le pont de Kertch. Sept wagons-citernes d'un train en route pour la Crimée s'enflamment des véhicules voisins sont soufflés, entrainant la mort de quatre passagers en plus de celle du conducteur du camion piégé,.
Le pont sert de voie pour le transport, notamment, d'équipement militaire pour l'armée russe combattant en Ukraine,.
Une des deux voies du pont routier s'est effondrée. La seconde voie et la voie ferroviaire rouvrent au trafic quelques heures après l'attaque.
Les médias d'État russes rapportent qu’un camion a causé l'explosion.

## Réaction

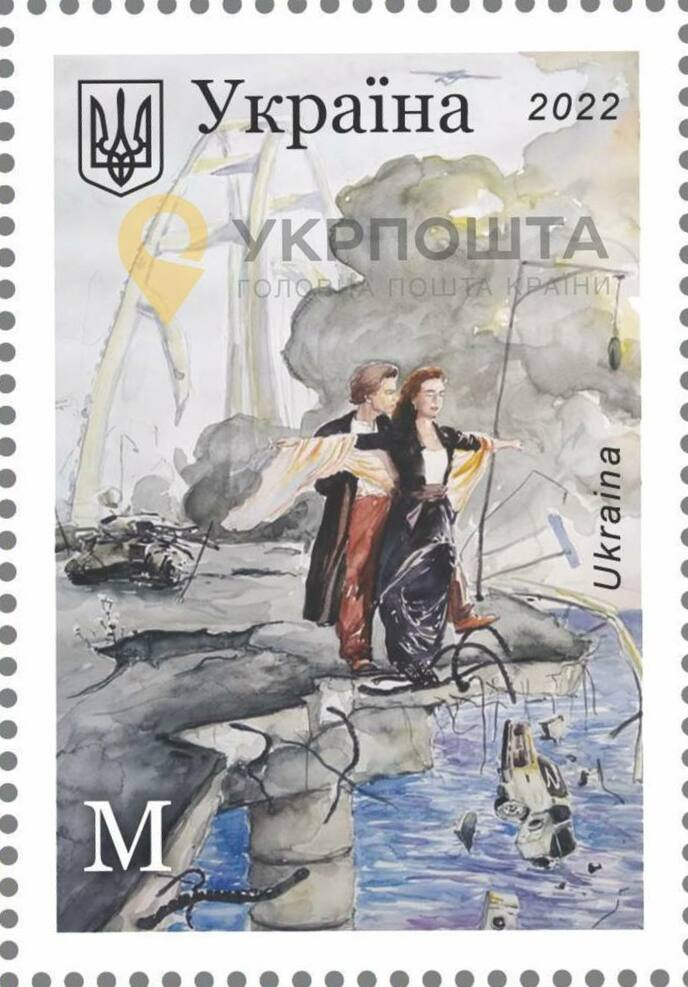
Timbre dévoilé par le gouvernement ukrainien quelques jours après l'explosion.

Un dirigeant russe installé en Crimée, Vladimir Konstantinov (en), affirme que l'Ukraine est responsable de l'explosion. Le Washington Post rapporte les propos d'un responsable ukrainien qui attribue aux services spéciaux ukrainiens l'origine de l'attaque. Le quotidien ukrainien Ukrayinska Pravda affirme que le Service de sécurité d'Ukraine (SBU) serait à l'origine de l'explosion,,. Un conseiller du Président Volodymyr Zelensky, Mykhaïlo Podoliak, indique : « Tout ce qui est illégal doit être détruit, tout ce qui a été volé doit être rendu à l'Ukraine ».
Le secrétaire du Conseil de défense et de sécurité nationale d'Ukraine Oleksiy Danilov publie sur les réseaux sociaux une vidéo d'un pont en feu placée à côté d'une vidéo de Marilyn Monroe chantant « Happy Birthday, Mr. President ».
Le ministre estonien des Affaires étrangères, Urmas Reinsalu, félicite les services spéciaux ukrainiens pour le succès de l'opération, permettant l’explosion prévue du pont à l'occasion de l'anniversaire de Poutine. L'eurodéputé polonais Robert Biedroń espère que Poutine reçoive encore plus de cadeaux.
Le 9 juillet 2023, la vice-ministre ukrainienne de la Défense, Hanna Maliar, admet que les forces ukrainiennes sont responsables de l'attaque sur le pont de Crimée.

## Bilan
Le 9 octobre 2022, le vice-Premier ministre russe Marat Khousnoulline affirme que « le trafic ferroviaire sur le pont de Crimée a été totalement rétabli ».
Depuis la destruction du pont, le temps d'attente pour traverser en ferry le détroit de Kertch était le 12 octobre 2022 « de l'ordre de trois à quatre jours ». Malgré l’empressement des autorités russes à annoncer le rétablissement des circulations cette décision cache mal la gravité des dégâts sur cette infrastructure le Kremlin ayant par ailleurs exigé qui celui-ci soit réparé avant juillet 2023, soit huit mois après l'attaque.
Les services de renseignement britanniques estiment que le trafic routier devrait rester perturbé jusqu'en mars 2023 et que les travaux d'achèvement ne devraient pas intervenir avant septembre 2023.

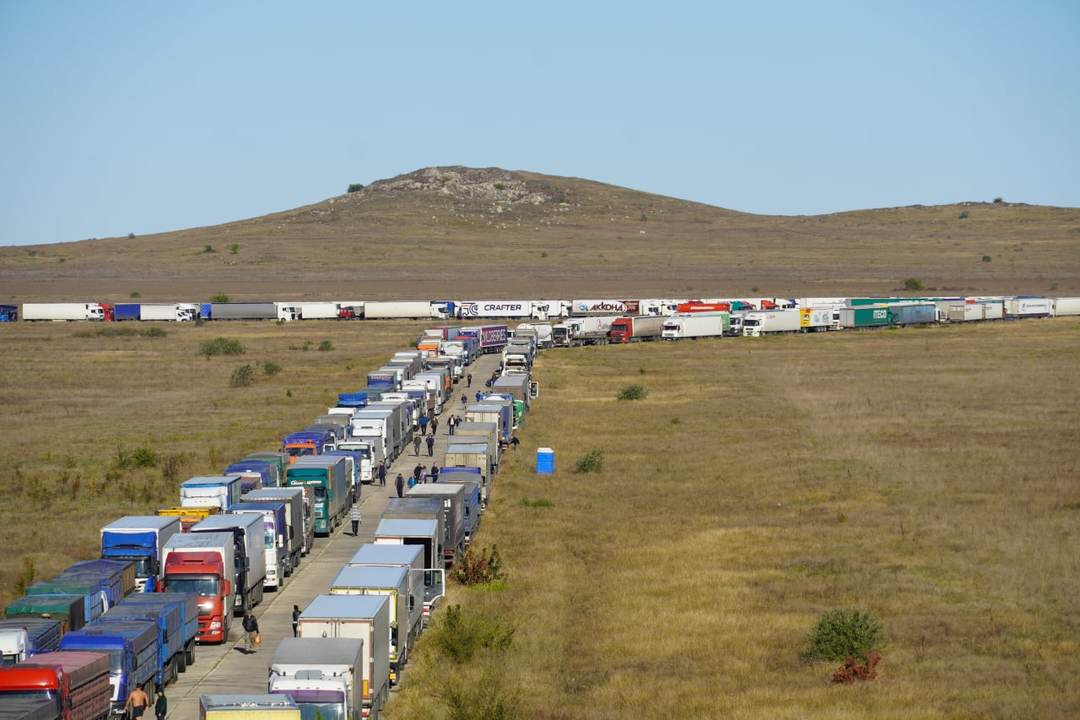
File de camions à la traversée du ferry à travers le détroit de Kertch le 12 octobre 2022, après la destruction partielle du pont de Crimée.

Le 22 avril 2023, un mandat d'arrêt à l'encontre du directeur du renseignement militaire ukrainien, Kyrylo Boudanov, est émis par la justice russe pour « création d'un groupe terroriste, tentative de perpétration d'acte de terrorisme en bande organisée par consentement préalable, acquisition illégale d'armes et acquisition illégale d'engins explosifs pour l'« attaque du pont de Crimée » le 8 octobre 2022 ».

## Attaque en juillet 2023
Le pont de Crimée est à nouveau attaqué dix mois plus tard. Cette seconde attaque vise le pont routier dans la nuit du 17 juillet 2023, interrompant le trafic automobile dans les deux sens de circulation.

## Analyse

### Mode opératoire de l'attaque
Si l'origine de l’explosion est difficile à déterminer, l'hypothèse d'une charge explosive emportée à bord du camion aperçu à l'endroit de l'explosion est l'hypothèse privilégiée, mais ce n'est pas la seule : celle-ci pourrait aussi avoir été transportée par un drone naval semi-submersible,.

### Symbolique
Le caractère symbolique de la destruction pour les autorités du Kremlin est très important. L'ouverture du pont en 2018 est considérée comme l’une des plus grandes réalisations de Vladimir Poutine, faisant suite à l'annexion de la Crimée en 2014. Les analystes notent que le pont est partiellement détruit le lendemain du 70e anniversaire du président russe Vladimir Poutine, et alors que l’armée russe recule sur le front ukrainien.